# جيمس بيست
جيمس بيست (بالإنجليزية: James Best)‏ مواليد 26 يوليو 1926 في بوديرلي، كنتاكي، الولايات المتحدة - الوفاة 06 أبريل 2015 في الجوزية، كارولاينا الشمالية، الولايات المتحدة، هو ممثل أمريكي بدأ مسيرته الفنية سنة 1950. امتدت مسيرته الفنية لأكثر من 63 عاما.

## الأعمال
- مسافرون إلى النجوم
- بونانزا
- ذا ريفلمان
- غان سموك
- ذا فيرجينيان
- ذا دوكس اوف هازرد

## روابط خارجية
- جيمس بيست على موقع IMDb (الإنجليزية)
- جيمس بيست على موقع ألو سيني (الفرنسية)
- جيمس بيست على موقع ميوزك برينز (الإنجليزية)
- جيمس بيست على موقع تيرنر كلاسيك موفيز (الإنجليزية)
- جيمس بيست على موقع أول موفي (الإنجليزية)
- جيمس بيست على موقع قاعدة بيانات الأفلام السويدية (السويدية)
- جيمس بيست على موقع إن إن دي بي (الإنجليزية)
- جيمس بيست على موقع قاعدة بيانات الفيلم (الإنجليزية)
- جيمس بيست على موقع كينوبويسك (الروسية)